# Euphorbia officinarum
Euphorbia officinarum är en törelväxtart som beskrevs av Carl von Linné. Euphorbia officinarum ingår i släktet törlar, och familjen törelväxter.

## Underarter
Arten delas in i följande underarter:
- E. o. echinus
- E. o. officinarum
- E. o. beaumieriana

## Bildgalleri

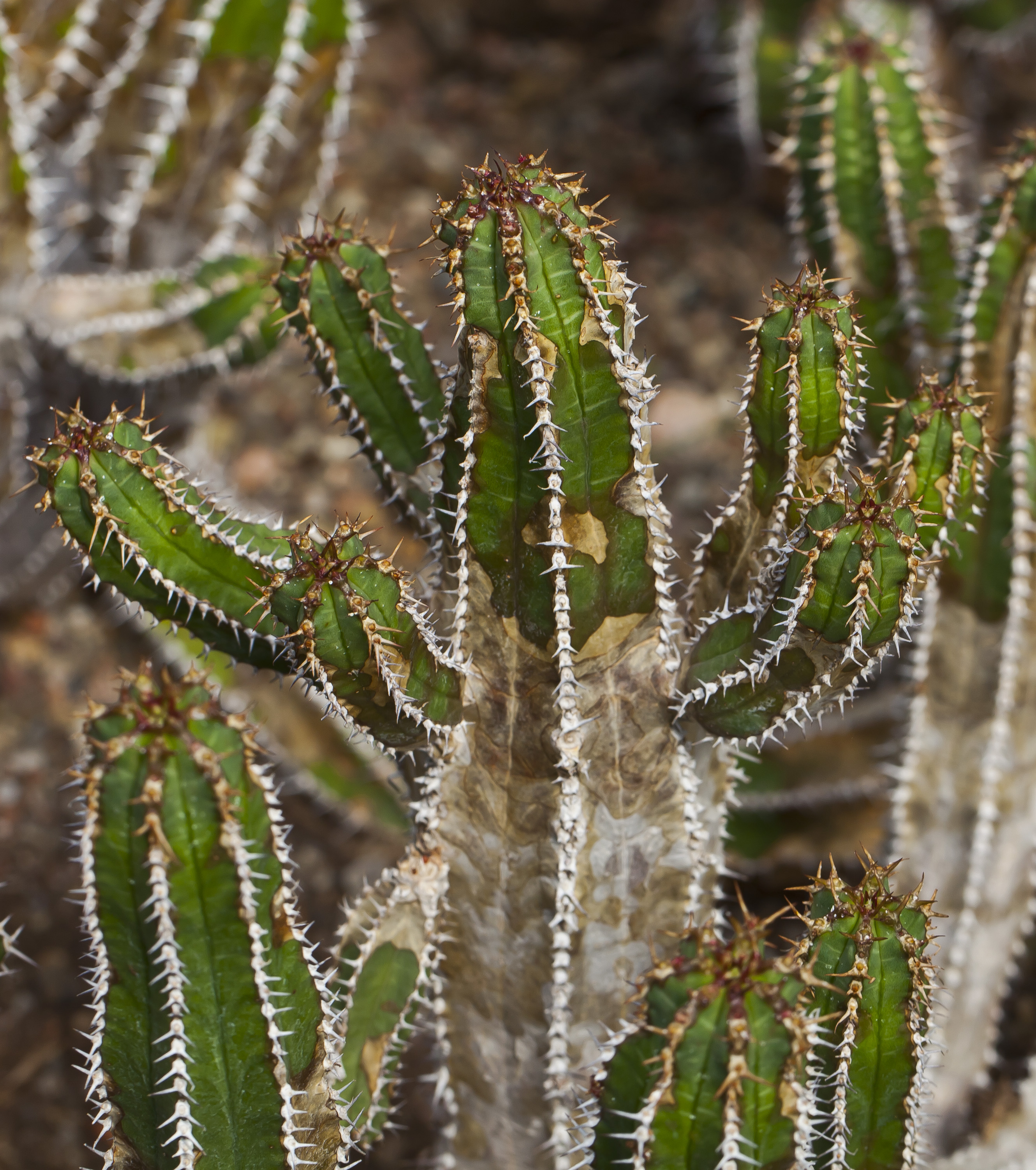